# Catedrala Încoronării din Alba Iulia
Catedrala Încoronării din Alba Iulia, cu hramul Sfânta Treime, a fost construită cu sprijinul Casei Regale a României, după planurile arhitectului Victor Ștefănescu. Lucrările au fost începute la 28 martie 1921 și au fost finalizate la mijlocul lunii septembrie 1922, la 8 octombrie având loc sfințirea și primirea hramului Sfinților Arhangheli Mihail și Gavriil, în memoria primului întregitor al românilor și patron al evenimentului.
Din 1975 lăcașul servește drept catedrală a Episcopiei Ortodoxe de Alba Iulia.
Catedrala Încoronării din Alba-Iulia este inclusă în Lista monumentelor istorice din România, având codul de clasificare  AB-II-a-A-00128.

## Istoric
În curtea acestei biserici a avut loc în data de 15 octombrie 1922 ceremonia de încoronare a Regelui Ferdinand și a Reginei Maria ca suverani ai României Mari. După ce Miron Cristea, Patriarhul României, a ținut în catedrală o Liturghie solemnă și a sfințit coroanele regale gata pregătite, s-a trecut la ceremonia încoronării. Aceasta a avut loc în fața clopotniței, unde a fost amenajată o scenă îmbrăcată în pânză roșie, pe care era înălțat baldachinul încoronării, întrețesut cu brocart roșu și galben pe un fond alb. Încoronarea nu s-a făcut în catedrală deoarece Ferdinand, care era de religie catolică, nu a dorit să fie încoronat de un membru al Bisericii Ortodoxe. Astfel, Ferdinand și-a așezat singur pe cap Coroana de Oțel, după care a pus coroana de aur pe capul soției sale îngenunchiate.

Regele Ferdinand purtând mantia regală la ceremonia de încoronare - pictură murală de Costin Petrescu în Catedrala Încoronării din Alba Iulia

La 1 decembrie 1948, după interzicerea Bisericii Române Unite cu Roma, a fost organizată aici o ceremonie dedicată „reîntregirii Bisericii Ortodoxe Române”, ocazie cu care mai mulți preoți greco-catolici au depus jurământ de credință către patriarhul Justinian Marina. Numele lăcașului a fost schimbat cu ocazia respectivă în „Catedrala Reîntregirii Bisericii Ortodoxe Române”. O placă de marmură amintește de acel eveniment.

## Arhitectură

Turnul-clopotniță (în 2019)

Arhitectura în stil bizantin a fost inspirată de Biserica Domnească din Târgoviște, vechiul loc de încoronare pentru voievozii valahi.
Edificiul are formă de cruce greacă înscrisă. Intrarea în biserică se face printr-un pridvor deschis cu arcade mari, sprijinite pe patru coloane cu capiteluri. În nișele laterale din pridvor sunt fixate patru plăci de marmură cu inscripții comemorative care ilustrează patru evenimente importante: 
1. Tipărirea Noului Testament de Mitropolitul Simion Ștefan la 1648;
2. Unirea de la 1600, înfăptuită de Mihai Viteazul;
3. Martiriul lui Horea, Cloșca și Crișan;
4. Refacerea unității spirituale a românilor.

În interior se pătrunde printr-un pronaos dreptunghiular, cu trei unități de boltire în segment de arc de cerc, un naos îngust și altar. Iconostasul, mobilierul și stranele au fost realizate din lemn de stejar, cu motive decorative de inspirație brâncovenească.
Pictura murală a fost realizată de pictorul Costin Petrescu în tehnica „a fresco” (frescă) și se înscrie în spiritul iconografiei tradiționale. De o parte și de alta a intrării, apar portretele suveranilor României Mari, Regele Ferdinand I Întregitorul și regina Maria. În timpul regimului comunist, cele două portrete au fost acoperite cu o peliculă de vopsea, fiind restaurate după 1989.